# Kansas Play Leftoverture
Kansas Play Leftoverture è il terzo tour ufficiale della band statunitense Kansas.

## Storia
La tournée promozionale per l'album Leftoverture inizia con alcune date effettuate a partire da settembre 1976, comprende un totale di 32 esibizioni eseguite tra Stati Uniti d'America e Canada; grazie al grande successo di questi concerti, anche l'album ebbe grandissimi riscontri a livello commerciale.
Anche questa volta, i Kansas si esibisco sia come gruppo principale che come gruppo spalla, per gruppi quali Nazareth, Mott the Hoople e Blue Öyster Cult.
Durata approssimativa dello show: 30/50 minuti.

## Formazione
- Kerry Livgren - chitarra solista, chitarra ritmica, chitarra acustica, piano, clavinet, sintetizzatore moog, sintetizzatore ARP
- Rich Williams - chitarra solista, chitarra ritmica
- Steve Walsh - organo, piano, clavinet, sintetizzatore moog, congas, voce
- Robby Steinhardt - violino, voce
- Dave Hope - basso
- Phil Ehart - batteria, percussioni varie

## Date
Calendario completo del tour
| Data              | Città          | Paese                 | Luogo                                   | Note |
| ----------------- | -------------- | --------------------- | --------------------------------------- | ---- |
|                   |                |                       |                                         |      |
| 26 settembre 1976 | Indianapolis   | USA                   |                                         |      |
| 9 ottobre 1976    | Chicago        | Canada                | War Memorial Hall, University of Guelph |      |
| 17 ottobre 1976   | South Bend     | Stati Uniti           | North Bay Memorial Gardens              |      |
| 18 ottobre 1976   | Eire           | USA                   |                                         |      |
| 20 ottobre 1978   | Thunder Bay    | Canada                | Fort William Gardens                    |      |
| 21 ottobre 1978   | Louisville     | USA                   |                                         |      |
| 10 novembre 1976  | Columbia       | USA                   | Ice Chalet                              |      |
| 13 novembre 1976  | Tulsa          | USA                   |                                         |      |
| 14 novembre 1976  | Tulsa          | USA                   |                                         |      |
| 20 novembre 1976  | Woodfield      | Stati Uniti           |                                         |      |
| 21 novembre 1976  | Louisville     | Stati Uniti d'America |                                         |      |
| 23 novembre 1976  | columbus       | Stati Uniti d'America |                                         |      |
| 24 novembre 1976  | Johnstown      | Stati Uniti d'America | Long Beach Arena                        |      |
| 26 novembre 1976  | Indianapolis   | Stati Uniti d'America |                                         |      |
| 5 dicembre 1976   | Jacksonville   | Stati Uniti d'America | Oakland Coliseum                        |      |
| 9 dicembre 1976   | Atlanta        | Stati Uniti d'America |                                         |      |
| 11 dicembre 1976  | Knoxville      | Stati Uniti d'America | Market Square Arena                     |      |
| 29 dicembre 1976  | Filadelfia     | Stati Uniti d'America |                                         |      |
| 22 gennaio 1977   | san Francisco  | Stati Uniti d'America |                                         |      |
| 23 gennaio 1977   | Stockton       | Stati Uniti d'America |                                         |      |
| 26 gennaio 1977   | Sacramento     | Stati Uniti d'America |                                         |      |
| 2 febbraio 1977   | Portland       | USA                   |                                         |      |
| 17 febbraio 1977  | Greensboro     | stati Uniti           |                                         |      |
| 18 febbraio 1977  | Knoxville      | Stati Uniti d'America |                                         |      |
| 24 febbraio 1977  | Rockford       | Stati Uniti d'America |                                         |      |
| 25 febbraio 1979  | Normal         | Stati Uniti d'America |                                         |      |
| 8 marzo 1977      | Norfolk        | Stati Uniti d'America | Von Braun Civic Center                  |      |
| 10 marzo 1977     | Norfolk        | Stati Uniti d'America | Mid-South Coliseum                      |      |
| 12 marzo 1977     | Passaic        | Stati Uniti d'America |                                         |      |
| 24 marzo 1977     | Forth Wayk     | Stati Uniti d'America | I.U.A. Auditorium                       |      |
| 25 marzo 1977     | Corpus Christi | Stati Uniti d'America | Coliseum                                |      |
| 2 aprile 1977     | New York       | Stati Uniti d'America | Sam Houston Coliseum                    |      |